# Behördenbibliothek
Als Behördenbibliothek werden jene Bibliotheken bezeichnet, die von einer Behörde eingerichtet und unterhalten werden, um den spezifischen Informationsbedarf der Behördenleitung und der Mitarbeiter der Behörde zu decken.
Die Behördenbibliothek ist in der Regel eine Organisationseinheit der Trägerinstitution und stellt ihre Dienste vorrangig den Bediensteten der Behörde zur Verfügung. Im Rahmen der Amtshilfe unterstützt die Behördenbibliothek jedoch auch Nutzer aus anderen Behörden, viele Behördenbibliotheken sind zudem öffentlich zugänglich.
Über die streng verwaltungsrechtliche Bedeutung hinaus werden im bibliothekarischen Sinne unter dem Begriff Behördenbibliothek nicht nur Bibliotheken der Regierung und der Verwaltung (Exekutive), sondern auch Parlamentsbibliotheken (Legislative) sowie Gerichtsbibliotheken (Judikative) verstanden. Ebenso zählen  Bibliotheken anderer Körperschaften des öffentlichen Rechts wie z. B. Industrie- und Handelskammern zu den Behördenbibliotheken.
Im föderalen System der Bundesrepublik Deutschland existieren Behördenbibliotheken auf der Ebene des Bundes (z. B. in den Bundesministerien, dem Bundestag und dem Bundesverfassungsgericht), der Länder (z. B. in den Fachbehörden oder Ministerien der Länder) und der Gemeinden (z. B. als Ratsbibliothek oder Verwaltungsbibliothek) sowie bei Anstalten des Bundes und der Länder (z. B. Bundesanstalt für Straßenwesen oder Statistische Landesämter).

## Aufgaben von Behördenbibliotheken

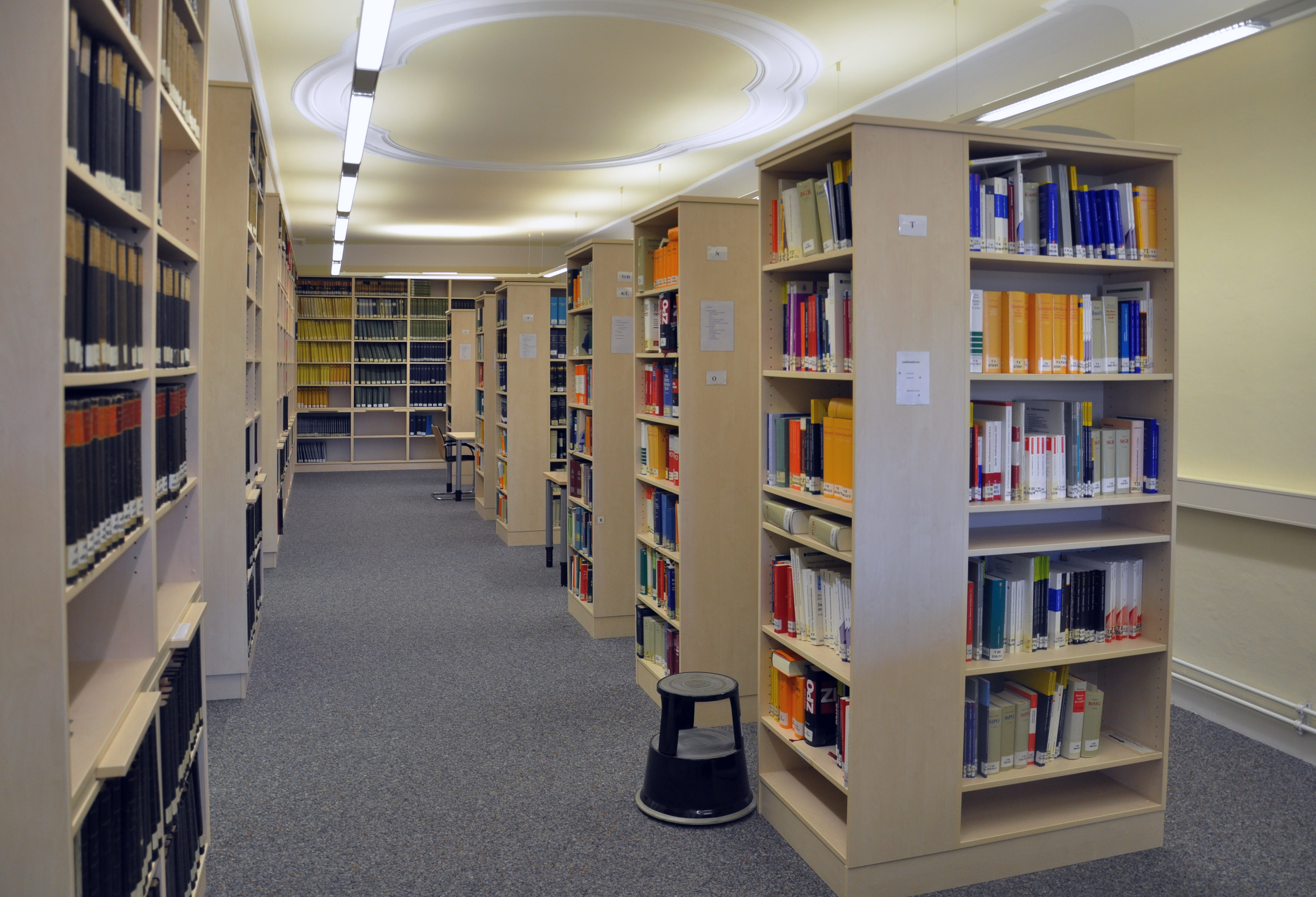
Bibliothek des Landgerichts Ravensburg

Behördenbibliotheken gehören typologisch zu den Fachbibliotheken. Von anderen Fachbibliotheken unterscheiden sie sich in der Regel durch eine ausgeprägte Dienstleistungs- und Nutzerorientierung. Durch die direkte Einbindung in den Verwaltungsapparat ist die Bibliothek mit den internen Arbeitsabläufen der Behörde und den Erwartungen der Bibliotheksnutzer besonders gut vertraut und kann ihre Informationsdienstleistungen so gestalten, dass sie möglichst unmittelbar in den Arbeitsprozess übernommen werden können. Zu diesen  Dienstleistungen gehören u. a.:
- die sofortige Beschaffung von Literatur
- die unbedingte Beschaffung insbesondere grauer Literatur
- umfangreiche Recherchen
- Einrichtung von Handbibliotheken
- Zeitschriftenumläufe
- Kopier- und Scandienste
- dokumentarische Tätigkeiten

## Verbände
- Als Interessenvertretung der Behördenbibliotheken in Deutschland fungiert die Arbeitsgemeinschaft der Parlaments- und Behördenbibliotheken.[2]
- In der International Federation of Library Associations and Institutions sind Behördenbibliotheken in der Government Libraries Section organisiert.[3]
- Arbeitsgemeinschaft Niedersächsischer Behördenbibliotheken
- Thüringer Arbeitskreis der Behördenbibliotheken (ThABB)